# Љиљана Карађорђевић
Принцеза Љиљана Карађорђевић (Земун, 27. децембар 1959) српски је филолог, сликар и дизајнер. Супруга је принца Николе Карађорђевића.

## Биографија
Принцеза Љиљана је дипломирала немачки језик и књижевност на Филолошком факултету у Београду. Сем тога је студирала филозофију са психологијом. По завршетку факултета једно време ради за Уједињене нације, а затим прелази у дипломатску службу. Године 1992. напушта дипломатску службу из личних разлога и од тада се бави самосталним радом. Заузима се посебно за побољшање животних услова инвалида и за оболеле од Паркинсонове болести.
Задужбину „Востани Сербије” са седиштем у Смедереву, основала је 3. марта 2009. године. Рад задужбине усмерен је искључиво на добробити, развоју и заштити српског народа.
У новијем периоду искључиво се бави сликањем и дизајном. Сем тога принцеза Љиљана је издала и две збирке поезије:
- У пределима душе
- Срце од камена

Мајка је принцезе Марије Карађорђевић.

## Породица

### Супружник
| име          | слика | датум рођења   |
| ------------ | ----- | -------------- |
| Принц Никола |       | 15. март 1958. |

### Деца
| име             | слика | датум рођења    | супружник  |
| --------------- | ----- | --------------- | ---------- |
| Принцеза Марија |       | 4. август 1993. | није удата |